# قنات‌های راسوند
قنات‌های راسوند مربوط به سده‌های متاخر دوران‌های تاریخی پس از اسلام است و در شهرستان ایذه، بخش مرکزی، دهستان حومه غربی، جنوب روستای راسوند واقع شده و این اثر در تاریخ ۲۶ اسفند ۱۳۸۷ با شمارهٔ ثبت ۲۵۹۸۶ به‌عنوان یکی از آثار ملی ایران به ثبت رسیده است.